# Atractosporocybe
Atractosporocybe is een geslacht van schimmels. Het geslacht is nog niet in een familie ingedeeld. De typesoort is Atractosporocybe inornata.

## Soorten
Volgens Index Fungorum telt het geslacht drie soorten, namelijk (peildatum december 2023):
| Soortnaam                        | Auteur(s)                                  | Publicatiejaar |
| -------------------------------- | ------------------------------------------ | -------------- |
| Atractosporocybe gackstatteriana | (Raithelh.) N. Schwab                      | 2019           |
| Atractosporocybe inornata        | (Sowerby) P. Alvarado, G. Moreno & Vizzini | 2015           |
| Atractosporocybe polaris         | Gulden & E. Larss.                         | 2016           |